# Ampliación de la OTAN

Mapa cronológico de los países europeos miembros de la OTAN

El proceso de adhesión a la OTAN se rige por el Artículo 10.o del Tratado del Atlántico Norte, que solo permite la invitación a otros «países europeos» y por acuerdos posteriores. Los países que deseen unirse tienen que cumplir una serie de requisitos y completar un proceso de múltiples etapas que implica el diálogo político y la integración militar. El proceso de adhesión es supervisado por el Consejo del Atlántico Norte, órgano decisorio de la OTAN.
Después de su formación en 1949 con doce miembros fundadores, la OTAN creció al incluir a Grecia y Turquía en 1952, Alemania Occidental en 1955, y más tarde España en 1982. Después de la Guerra Fría, hubo un debate en la OTAN y con la Unión Soviética acerca de la expansión continua hacia el este. Documentos desclasificados de soviéticos y estadounidenses reflejan la existencia el 9 de febrero de 1990 de negociaciones para la no ampliación de la OTAN al Este más allá de una Alemania unificada (1990).
En 1999, Polonia, Hungría y la República Checa se unieron a la organización, en medio de un gran debate dentro de la misma y la oposición de Rusia. Otra expansión llegó con la adhesión de siete países de Europa central y oriental: Bulgaria, Estonia, Letonia, Lituania, Rumania, Eslovaquia y Eslovenia. Estas naciones fueron las primeras invitadas para comenzar las conversaciones de afiliación durante la cumbre de Praga del 2002, y se unieron a la OTAN poco antes de la cumbre de Estambul del 2004. Después Albania y Croacia, se unieron en 2009.
En 2017, accedió Montenegro y la OTAN reconoció oficialmente a 3 miembros aspirantes: Bosnia y Herzegovina, Georgia y Macedonia. Sin embargo, a Macedonia se le impidió en un principio unirse a la alianza por el rechazo de Grecia, debido al conflicto que existía entre ambos países por cuestiones de nombre. Esta disputa fue resuelta en enero de 2019 con la adopción oficial de la designación «Macedonia del Norte», lo que permitió que el proceso de adhesión de este país se reactivara y fuera efectivo en marzo de 2020. Las últimas adhesiones ocurrieron en 2023 y 2024, cuando Finlandia y Suecia se incorporaron a la organización.
La expansión futura es actualmente un tema de debate en varios países fuera de la alianza, y países como Serbia tienen debates políticos abiertos sobre el tema de la adhesión, mientras que en países como Ucrania, el apoyo y oposición al ingreso está ligada a ideologías étnicas y nacionalistas. La incorporación de los antiguos países de la esfera de influencia soviética ha sido una de las causas del aumento de la tensión entre los países de la OTAN y Rusia.

## Últimas ampliaciones

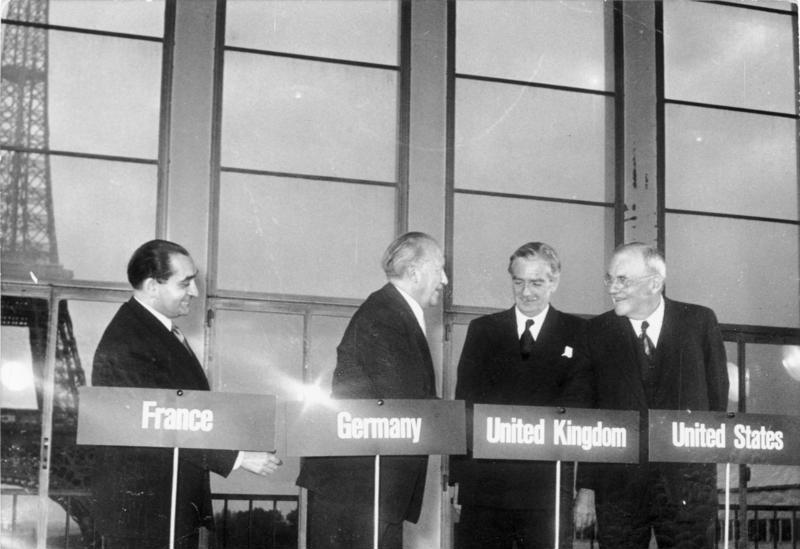
Negociaciones en Londres y París en 1954 que pusieron fin a la ocupación aliada de Alemania Occidental y permitieron su rearme como miembro de la OTAN.

La OTAN ha añadido nuevos miembros en seis ocasiones desde su fundación en 1949 para incluir veintiocho miembros. 
Doce países, fueron los fundadores de la OTAN: Bélgica, Canadá, Dinamarca, Francia, Islandia, Italia, Luxemburgo, los Países Bajos, Noruega, Portugal, Reino Unido y Estados Unidos. Durante los primeros años de la Guerra Fría se vio una marcada brecha entre las ideologías capitalistas, apoyadas por la OTAN, y los Estados satélites comunistas de la Unión Soviética. Esta brecha alentó a los gobiernos anticomunistas de Grecia y Turquía a unirse a la OTAN en 1952. En el caso de Grecia suspendió su membresía en 1974, durante la invasión turca de Chipre, pero la reanudó en 1980 con la cooperación de Turquía.
Las convenciones de Bonn-París pusieron fin a la ocupación de los aliados de Alemania Occidental, y se ratificaron en parte sobre la base de que Alemania Occidental se uniera a la OTAN, lo cual sucedió en 1955. En un principio aislacionista, España bajo el régimen de Francisco Franco era fuertemente anticomunista, y ligada por los acuerdos regulares de defensa con los países de la OTAN. Después de su transición a la democracia, España estuvo bajo presión para normalizar sus relaciones con el resto de Europa, incluyendo su adhesión a la OTAN, lo que sucedió en 1982. El referéndum de 1986 mostró la aprobación del pueblo español.

### La reunificación alemana y la promesa de no-expansión al Este
Durante el contexto de reunificación alemana, para asegurar esta aprobación soviética de una Alemania unida restante en la OTAN, previamente, el 9 de febrero de 1990, se había acordado por parte del entonces secretario de Estado de Estados Unidos, James Baker, y el presidente de la Unión Soviética, Mijaíl Gorbachov que la OTAN no se ampliaría a más países del Bloque del Este. Esta versión siempre fue mantenida por Gorbachov y fue confirmada por la desclasificación de documentos tanto estadounidenses como soviéticos. Se acordó además que las tropas extranjeras y las armas nucleares no serían estacionadas en la antigua Alemania del Este, y se planteó el tema de una mayor expansión de la OTAN hacia el este.
El Tratado Dos más Cuatro se firmó a principios de año que allanó el camino a la unificación alemana y su entrada en la OTAN. La primera expansión de la OTAN posterior a la Guerra Fría, llegó con la reunificación alemana el 3 de octubre de 1990, cuando Alemania del Este se convirtió en parte de la República Federal de Alemania y de la organización. 
Jack Matlock, embajador de Estados Unidos para la Unión Soviética, durante sus últimos años dijo que Occidente hizo un «compromiso claro» de no expandirse, y los documentos desclasificados indican que a los negociadores soviéticos se les dio la impresión vía oral, por diplomáticos como Hans-Dietrich Genscher y James Baker, que la membresía a la OTAN estaba fuera de la mesa para países como Checoslovaquia, Hungría o Polonia.
En 1996, Gorbachov escribió en sus Memorias, que «durante las negociaciones sobre la unificación de Alemania se dieron garantías de que la OTAN no extendería su zona de la operación hacia el este»; repitió este punto en una entrevista en 2008. De acuerdo a Robert Zoellick, un funcionario del Departamento de Estado que participó en el proceso de negociación del Tratado Dos más Cuatro, esa percepción parece ser un error, ya que no se hizo ningún compromiso formal con respecto a la ampliación.  Otros autores, como Mark Kramer, también han puesto en relieve que en 1990 ninguna de las partes se imaginó que los países siguieran técnicamente en el Pacto de Varsovia o que la Unión Soviética podría un día unirse a la OTAN.
Ante el incumplimiento de los acuerdos Baker-Gorbachov por parte de Estados Unidos y la OTAN, George F. Kennan, una de figuras más importantes de la diplomacia de Estados Unidos en el contexto de la Guerra Fría e intelectuales de la 'política de contención' del comunismo en 1997, escribió: 

¿Por qué, con todas las esperanzadoras posibilidades engendradas por el fin de la Guerra Fría, las relaciones Este-Oeste deberían centrarse en la cuestión de quién se aliaría con quién y, por implicación, contra quién en un futuro fantasioso, totalmente imprevisible e improbable conflicto militar? (...) Dicho sin rodeos... expandir la OTAN sería el error más fatídico de la política estadounidense en toda la era posterior a la Guerra Fría. Se puede esperar que tal decisión inflame las tendencias nacionalistas, antioccidentales y militaristas en la opinión rusa; tener un efecto adverso en el desarrollo de la democracia rusa; restaurar la atmósfera de la guerra fría en las relaciones Este-Oeste e impulsar la política exterior rusa en direcciones que decididamente no son de nuestro agrado…
George F. Kennan

Un año después, ante la inminente ratificación de Senado estadounidense sobre una primera ronda de expansión de la OTAN, en una entrevista con el New York Times argumento: 

Creo que es el comienzo de una nueva guerra fría. (...) Creo que los rusos reaccionarán gradualmente de manera bastante adversa y afectará sus políticas. Creo que es un error trágico. No había ninguna razón para esto en absoluto. Nadie estaba amenazando a nadie más. Esta expansión haría que los padres fundadores de este país se revolvieran en sus tumbas.
George F. Kennan

### Grupo de Visegrado

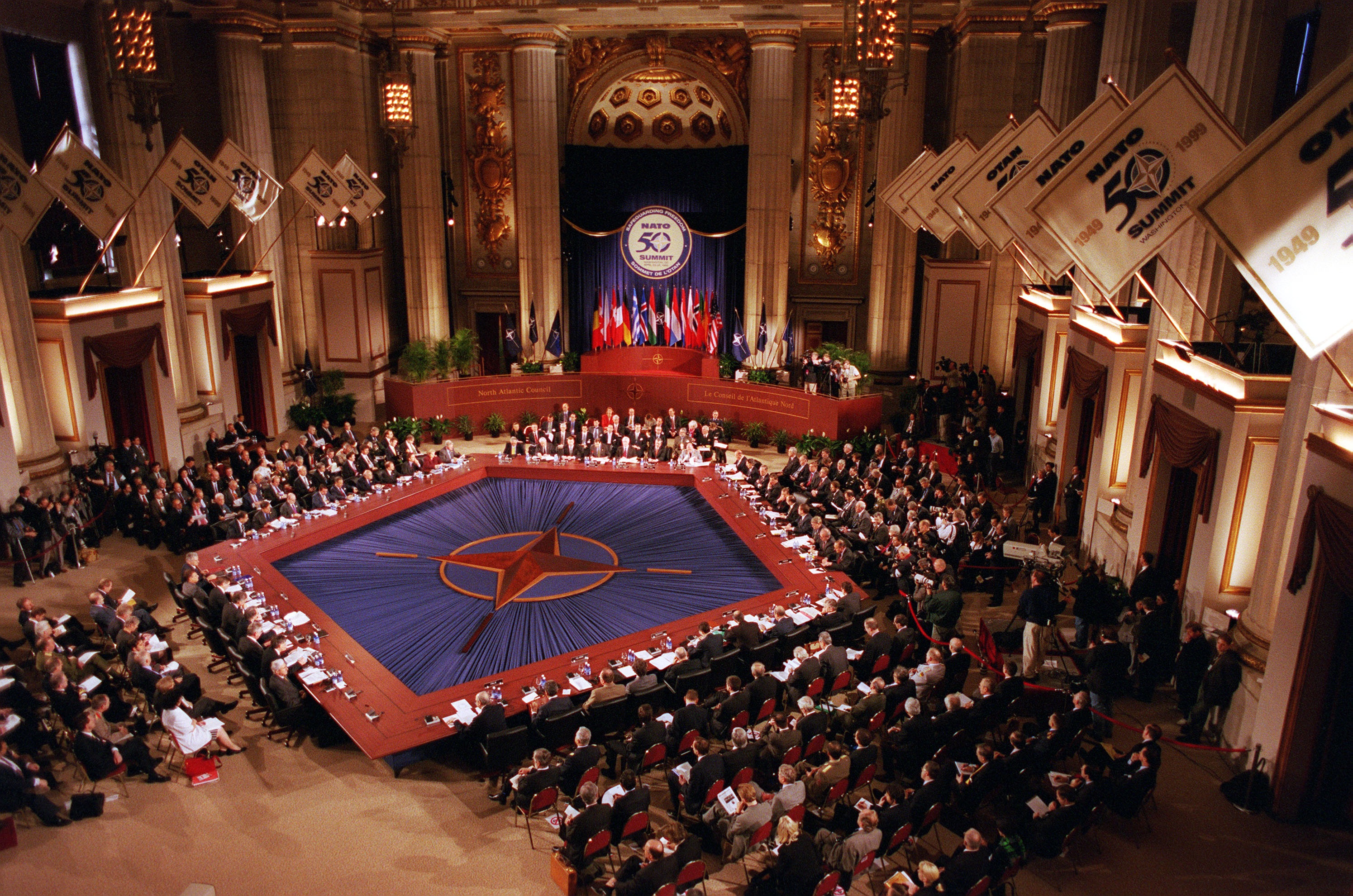
La OTAN agregó a tres nuevos miembros en la cumbre de Washington de 1999, y estableció el protocolo para los Planes de Acción para la Adhesión.

En febrero de 1991, Polonia, Hungría, la República Checa y Eslovaquia (en aquel entonces Checoslovaquia) formaron el grupo de Visegrado para impulsar la integración europea en virtud de la Unión Europea y la OTAN, así como para llevar a cabo las reformas militares en línea con los estándares de la OTAN. 
La reacción interna de la OTAN para estos países del antiguo Pacto de Varsovia fue inicialmente negativa, pero por la cumbre de Roma en noviembre de 1991, los miembros acordaron una serie de objetivos que podrían conducir a la adhesión, como el mercado y la liberalización democrática, y que la OTAN debiera ser un socio en estos esfuerzos. En los años siguientes, los foros más amplios para la cooperación regional entre la OTAN y sus vecinos orientales se establecieron, incluido el Consejo de Cooperación del Atlántico Norte (más tarde el Consejo de Asociación Euroatlántico) y la Asociación para la Paz.
Mientras que los otros miembros del grupo Visegrád fueron invitados a unirse a la OTAN en su cumbre de Madrid de 1997, Eslovaquia fue excluida con base en lo que varios miembros consideraron acciones antidemocráticas del primer ministro nacionalista Vladimír Mečiar. Rumania y Eslovenia fueron considerados tanto para la invitación en 1997, y cada uno tenía el respaldo de un destacado miembro de la OTAN, Francia e Italia, respectivamente, pero el apoyo a la ampliación no fue unánime, particularmente en el Congreso de los Estados Unidos. En una carta abierta al presidente de Estados Unidos Bill Clinton, más de cuarenta expertos en política exterior como Bill Bradley, Sam Nunn, Gary Hart, Paul Nitze, y Robert McNamara expresaron su preocupación por la expansión de la OTAN como cara e innecesaria dada la falta de una amenaza externa de Rusia en ese momento.
A partir de 1995 la percepción de la guerra en Chechenia fue aumentando como uno de los motores principales de los vecinos de Rusia para unirse a la alianza.

### Grupo de Vilna

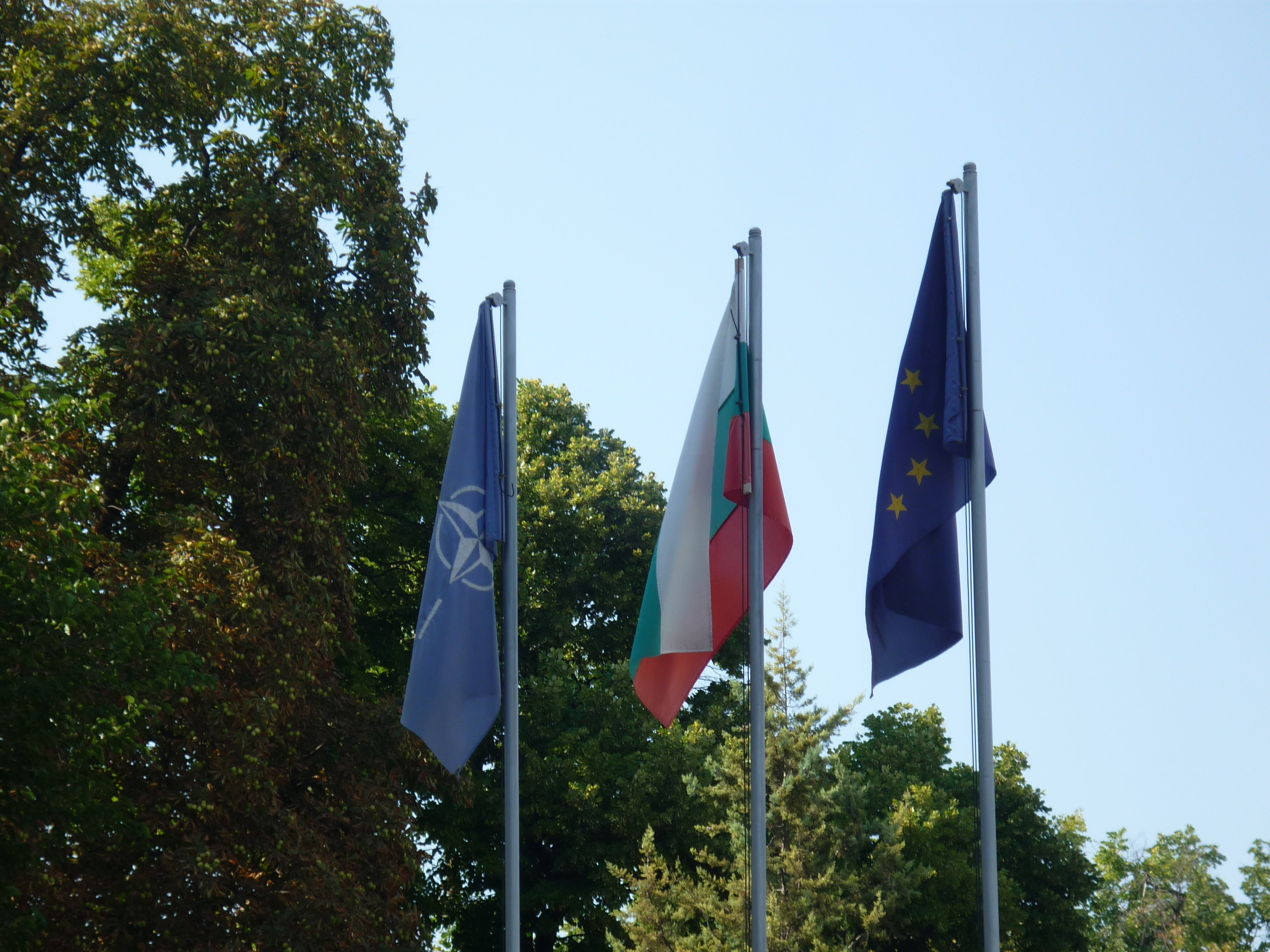
Banderas de la OTAN, Bulgaria, la Unión Europea en el club militar de Plovdiv, Bulgaria.

La política interna de los países de Europa del Este continuaron presionando para obtener más ampliación, y los partidos políticos reacios a moverse en la pertenencia a la OTAN, como el Partido Socialista Búlgaro y el eslovaco HZDS, fueron votados fuera de la oficina. El interés de Hungría en unirse fue confirmada por un referéndum en noviembre de 1997, con un 85,3% a favor de la adhesión. Es en la cumbre de Washington en 1999, donde Hungría, Polonia y la República Checa se unieron oficialmente, la OTAN también emitió nuevas directrices para la adhesión con «planes de acción de asociación individual» para Albania, Bulgaria, Estonia, Letonia, Lituania, Macedonia, Rumania, Eslovaquia y Eslovenia. En mayo del 2000, estos países se unieron con Croacia para formar el Grupo de Vilna con el fin de cooperar y ejercer presión para la pertenencia común de la OTAN, y en la cumbre de siete en Praga 2002 fueron invitados a la adhesión, que tuvo lugar en la cumbre de Estambul del 2004.
Rusia estaba particularmente molesta con la adhesión de los tres países Bálticos, los primeros países que formaban parte de la Unión Soviética para unirse a la OTAN. Croacia también inició un plan de acción para la adhesión en la cumbre del 2002, dando lugar a un debate nacional sobre si era necesario un referéndum sobre la adhesión a la OTAN que tendrá lugar allí. El primer ministro croata, Ivo Sanader, en última instancia, acordó en enero del 2008, como parte de la formación de un gobierno de coalición con los partidos de HSE y HSLS, no proponer oficialmente uno. Albania y Croacia fueron invitados a unirse a la OTAN en la cumbre de Bucarest en abril del 2008, aunque Eslovenia amenazó con sostener la adhesión de Croacia sobre su disputa fronteriza en la bahía de Piran. Eslovenia ratificó el protocolo de adhesión de Croacia en febrero del 2009, y Croacia y Albania se unieron oficialmente a la OTAN justo antes de la cumbre de Estrasburgo-Kehl de 2009, con poca oposición de Rusia.

### Suecia en 2024
Aunque Suecia no formaba parte de la OTAN, participaba en sus ejercicios y, tras la primera fase de la guerra ruso-ucraniana en 2014, hubo en el país debates internos, invitando a reconsiderar su neutralidad y adherirse a la organización.
En 2022, con la invasión de Rusia a Ucrania, y debido a las amenazas de guerra de parte del gobierno ruso contra el país del Norte de Europa si se adhiere a la OTAN, la población de Suecia, además de su gobierno, se ha mostrado favorablemente a tratar la adhesión de su país en la organización transatlántica en la cumbre de Madrid de 2022. Al parecer Turquía presentaría cierta oposición a su ingreso rápido.
Si bien algunos miembros de la OTAN dieron la bienvenida a la membresía de Suecia en la OTAN, en Turquía fue recibida negativamente. 
Turquía acusa a Suecia de apoyar a los seguidores del PKK, YPG y Fethullah Gülen. 
PKK es una organización terrorista reconocida por Turquía, la Unión Europea y los Estados Unidos. Turquía acusa a los seguidores de Fethullah Gülen del fallido intento de golpe militar turco de 2016.
Suecia —país neutral y miembro de la Unión Europea— aumentó su cooperación con la OTAN cuando Rusia comenzó su invasión de Ucrania y asistió a una reunión de formato especial de la OTAN, condenando la invasión y brindando asistencia a Ucrania. La opinión pública sueca se inclinó a favor de unirse a la OTAN después de la invasión. Desde entonces, el país analizó su ingreso al organismo, el cual confirmó en mayo de 2022.Finalmente, el 7 de marzo de 2024, Suecia se incorporó a la organización como el miembro número 32.
| Fecha                 | País                         | Ampliación            | A map of Europe with eight colors that refer to the year different countries joined the alliance. |
| 4 de abril de 1949    | Bélgica                      | Fundadores            | A map of Europe with eight colors that refer to the year different countries joined the alliance. |
| 4 de abril de 1949    | Canadá                       | Fundadores            | A map of Europe with eight colors that refer to the year different countries joined the alliance. |
| 4 de abril de 1949    | Dinamarca (inc. Groenlandia) | Fundadores            | A map of Europe with eight colors that refer to the year different countries joined the alliance. |
| 4 de abril de 1949    | Estados Unidos               | Fundadores            | A map of Europe with eight colors that refer to the year different countries joined the alliance. |
| 4 de abril de 1949    | Francia                      | Fundadores            | A map of Europe with eight colors that refer to the year different countries joined the alliance. |
| 4 de abril de 1949    | Italia                       | Fundadores            | A map of Europe with eight colors that refer to the year different countries joined the alliance. |
| 4 de abril de 1949    | Islandia                     | Fundadores            | A map of Europe with eight colors that refer to the year different countries joined the alliance. |
| 4 de abril de 1949    | Luxemburgo                   | Fundadores            | A map of Europe with eight colors that refer to the year different countries joined the alliance. |
| 4 de abril de 1949    | Noruega                      | Fundadores            | A map of Europe with eight colors that refer to the year different countries joined the alliance. |
| 4 de abril de 1949    | Países Bajos                 | Fundadores            | A map of Europe with eight colors that refer to the year different countries joined the alliance. |
| 4 de abril de 1949    | Portugal                     | Fundadores            | A map of Europe with eight colors that refer to the year different countries joined the alliance. |
| 4 de abril de 1949    | Reino Unido                  | Fundadores            | A map of Europe with eight colors that refer to the year different countries joined the alliance. |
| 18 de febrero de 1952 | Grecia                       | Primera               | A map of Europe with eight colors that refer to the year different countries joined the alliance. |
| 18 de febrero de 1952 | Turquía                      | Primera               | A map of Europe with eight colors that refer to the year different countries joined the alliance. |
| 9 de mayo de 1955     | Alemania Occidental          | Segunda               | A map of Europe with eight colors that refer to the year different countries joined the alliance. |
| 30 de mayo de 1982    | España                       | Tercera               | A map of Europe with eight colors that refer to the year different countries joined the alliance. |
| 3 de octubre de 1990  | Reunificación alemana        | Reunificación alemana | A map of Europe with eight colors that refer to the year different countries joined the alliance. |
| 12 de marzo de 1999   | República Checa              | Cuarta                | A map of Europe with eight colors that refer to the year different countries joined the alliance. |
| 12 de marzo de 1999   | Hungría                      | Cuarta                | A map of Europe with eight colors that refer to the year different countries joined the alliance. |
| 12 de marzo de 1999   | Polonia                      | Cuarta                | A map of Europe with eight colors that refer to the year different countries joined the alliance. |
| 29 de marzo de 2004   | Bulgaria                     | Quinta                | A map of Europe with eight colors that refer to the year different countries joined the alliance. |
| 29 de marzo de 2004   | Estonia                      | Quinta                | A map of Europe with eight colors that refer to the year different countries joined the alliance. |
| 29 de marzo de 2004   | Letonia                      | Quinta                | A map of Europe with eight colors that refer to the year different countries joined the alliance. |
| 29 de marzo de 2004   | Lituania                     | Quinta                | A map of Europe with eight colors that refer to the year different countries joined the alliance. |
| 29 de marzo de 2004   | Rumania                      | Quinta                | A map of Europe with eight colors that refer to the year different countries joined the alliance. |
| 29 de marzo de 2004   | Eslovaquia                   | Quinta                | A map of Europe with eight colors that refer to the year different countries joined the alliance. |
| 29 de marzo de 2004   | Eslovenia                    | Quinta                | A map of Europe with eight colors that refer to the year different countries joined the alliance. |
| 1 de abril de 2009    | Albania                      | Sexta                 | A map of Europe with eight colors that refer to the year different countries joined the alliance. |
| 1 de abril de 2009    | Croacia                      | Sexta                 | A map of Europe with eight colors that refer to the year different countries joined the alliance. |
| 5 de junio de 2017    | Montenegro                   | Séptima               | A map of Europe with eight colors that refer to the year different countries joined the alliance. |
| 27 de marzo de 2020   | Macedonia del Norte          | Octava                | A map of Europe with eight colors that refer to the year different countries joined the alliance. |
| 4 de abril de 2023    | Finlandia                    | Novena                | A map of Europe with eight colors that refer to the year different countries joined the alliance. |
| 7 de marzo de 2024    | Suecia                       | Décima                | A map of Europe with eight colors that refer to the year different countries joined the alliance. |

## Criterio y proceso

### Artículo 10
El Tratado del Atlántico Norte es la base de la organización y como tal, cualquier cambio incluyendo una nueva composición requiere la ratificación de todos los firmantes actuales del tratado. El tratado el artículo 10 describe cómo los estados no miembros pueden unirse a la OTAN, y describe la política de «puertas abiertas» de la OTAN:
Las Partes podrán, de común acuerdo, invitar a cualquier otro Estado europeo en condiciones de promover los principios del presente Tratado y de contribuir a la seguridad de la zona del Atlántico Norte al adherirse al presente Tratado. Cualquier Estado invitado podrá llegar a ser parte en el Tratado depositando su instrumento de adhesión ante el Gobierno de los Estados Unidos de América. El Gobierno de los Estados Unidos de América informará a cada una de las Partes del depósito de cada uno de esos instrumentos de adhesión.
Este artículo plantea dos límites generales a los Estados no miembros. En primer lugar, solo los estados europeos son elegibles para los nuevos miembros, y en segundo lugar, estos estados no solo necesitan la aprobación de todos los Estados miembros existentes, pero cada estado miembro puede poner criterios que tienen que ser alcanzados. En la práctica, la OTAN formula un conjunto de criterios comunes, pero por ejemplo, Grecia bloqueó a Macedonia del Norte la adhesión a la OTAN, debido al desacuerdo sobre el uso del nombre de Macedonia antes del cambio de nombre el país exyugoslavo. Turquía se opone de manera similar a la entrada de la República de Chipre en la OTAN, en tanto que el conflicto de Chipre no se resuelva.
Desde la cumbre de Roma de 1991, cuando las delegaciones de los Estados miembros ofrecieron oficialmente la cooperación con los nuevos estados democráticos de Europa, la OTAN ha abordado y definido aún más las expectativas y el procedimiento para añadir nuevos miembros. La Declaración de Bruselas 1994 reafirmó los principios del artículo 10 y condujo al «Estudio sobre la ampliación de la OTAN». Publicado en septiembre de 1995, el estudio indica el «cómo y por qué» de una posible ampliación en Europa, destacando tres principios del tratado de 1949 para los miembros que tienen: «democracia, libertad individual y el estado de derecho».
Como ha señalado el secretario general de la OTAN Willy Claes, el estudio de 1995 no especificó el «quién o cuándo». A través de él se discutió cómo la Asociación entonces recién formada para el Consejo de Cooperación de la Paz del Atlántico Norte podría ayudar en el proceso de ampliación, y señaló que las disputas territoriales en curso podrían ser un problema para determinar si un país fuese invitado. En la cumbre de Madrid de 1997, los jefes de Estado de la OTAN emitieron la «Declaración de Madrid sobre Seguridad y la Cooperación euroatlántica», que invitó a tres países de Europa del Este para unirse a la alianza, de los doce que tenía en ese momento que solicitaron unirse, trazando un camino a seguir por otros.

### Plan de Acción de Membresía
El paso más importante en la formalización del proceso para invitar a nuevos miembros llegó a la cumbre de Washington 1999, cuando el Mecanismo de Plan de Acción (MAP) para la Adhesión fue aprobado como un escenario para los miembros actuales para revisar periódicamente las solicitudes formales de los miembros aspirantes. La participación de un país en el MAP implica la presentación anual de informes sobre su progreso en cinco medidas diferentes:
- Voluntad de solucionar los conflictos internacionales, étnicos o disputas externas territoriales por medios pacíficos, el compromiso con el estado de derecho, los derechos humanos, y el control democrático de las fuerzas armadas.

- Capacidad para contribuir a la defensa y misiones de la organización.

- La devoción de recursos suficientes a las fuerzas armadas para poder cumplir con los compromisos de la membresía.

- Seguridad de la información sensible, y salvaguardias que la garanticen.

- Compatibilidad de la legislación nacional con la cooperación de la OTAN.

La OTAN proporciona retroalimentación, así como información técnica a cada país y evalúa su progreso sobre una base individual. Una vez que un país acuerda cumplir con los requisitos, la OTAN puede emitir a ese país una invitación para iniciar las negociaciones de adhesiones. En la actualidad, tres países cuentan con un Plan de Acción de Membresía: Bosnia y Herzegovina, Macedonia del Norte y Montenegro. Los exparticipantes del MAP fueron Albania y Croacia entre mayo del 2002 y abril del 2009, cuando se unieron a la OTAN. El proceso de adhesión final, una vez invitado, consta de cinco pasos que conducen a la firma de los protocolos de adhesión, la aceptación y ratificación de los protocolos por los gobiernos de los actuales miembros de la OTAN.

### Diálogo Intensificado
El diálogo intensificado fue introducido por primera vez en abril del 2005 en una reunión informal de los ministros de Asuntos Exteriores en Vilna, Lituania, como respuesta a las aspiraciones de membresía de Ucrania a la OTAN y reformas afines bajo el presidente Viktor Yushchenko, y que siguieron con la firma del Plan de acción OTAN-Ucrania del 2002 con su predecesor, Leonid Kuchma. Esta fórmula que incluye la discusión de una «amplia gama de cuestiones políticas, militares, financieras y de seguridad relacionados con el posible ingreso a la OTAN» tiene sus raíces en la cumbre de Madrid de 1997, donde los participantes habían acordado «continuar los diálogos intensificados de la Alianza con las naciones que aspiran a la adhesión a la OTAN o que de otro modo impulsar el ejercicio de un diálogo con la OTAN sobre cuestiones de afiliación».
En septiembre del 2006, Georgia se convirtió en el segundo al que se ofrecería el estatus de diálogo intensificado, tras un rápido cambio en la política exterior bajo el presidente Mijeil Saakashvili, y lo que percibieron como una demostración de la preparación militar durante la crisis de Kodori del 2006. Montenegro, Bosnia y Herzegovina, y Serbia recibieron de manera similar ofertas en la cumbre de Bucarest abril del 2008. Mientras que sus vecinos solicitaron y aceptaron el programa de diálogo, la oferta de Serbia se presentó para garantizar la posibilidad de futuros lazos con la alianza.

## Estatus actual
Bosnia y Herzegovina es actualmente el único país con un Plan de Acción de membresía, y junto con Georgia fueron nombrados «países aspirantes» de la OTAN en la reunión del Consejo del Atlántico Norte el 7 de diciembre del 2011.
| País                 | Asociación para la Paz | Plan de Acción de Asociación Individual | Diálogo Intensificado | Plan de Acción de Membresía |
| -------------------- | ---------------------- | --------------------------------------- | --------------------- | --------------------------- |
| Bosnia y Herzegovina | Diciembre de 2006      | Septiembre de 2008                      | Abril de 2008         | Abril de 2010 (No activado) |
| Georgia              | Marzo de 1994          | Octubre de 2004                         | Septiembre de 2006    | 2008–12                     |

1. ↑  Invitado a unirse al MAP, pero no se lanzará ningún Programa Nacional Anual hasta que se cumpla una de las condiciones para el cierre de la OHR: la transferencia del control de los bienes inmuebles de defensa a las autoridades bosnias centrales de las dos entidades políticas regionales.[56]

### Bosnia y Herzegovina

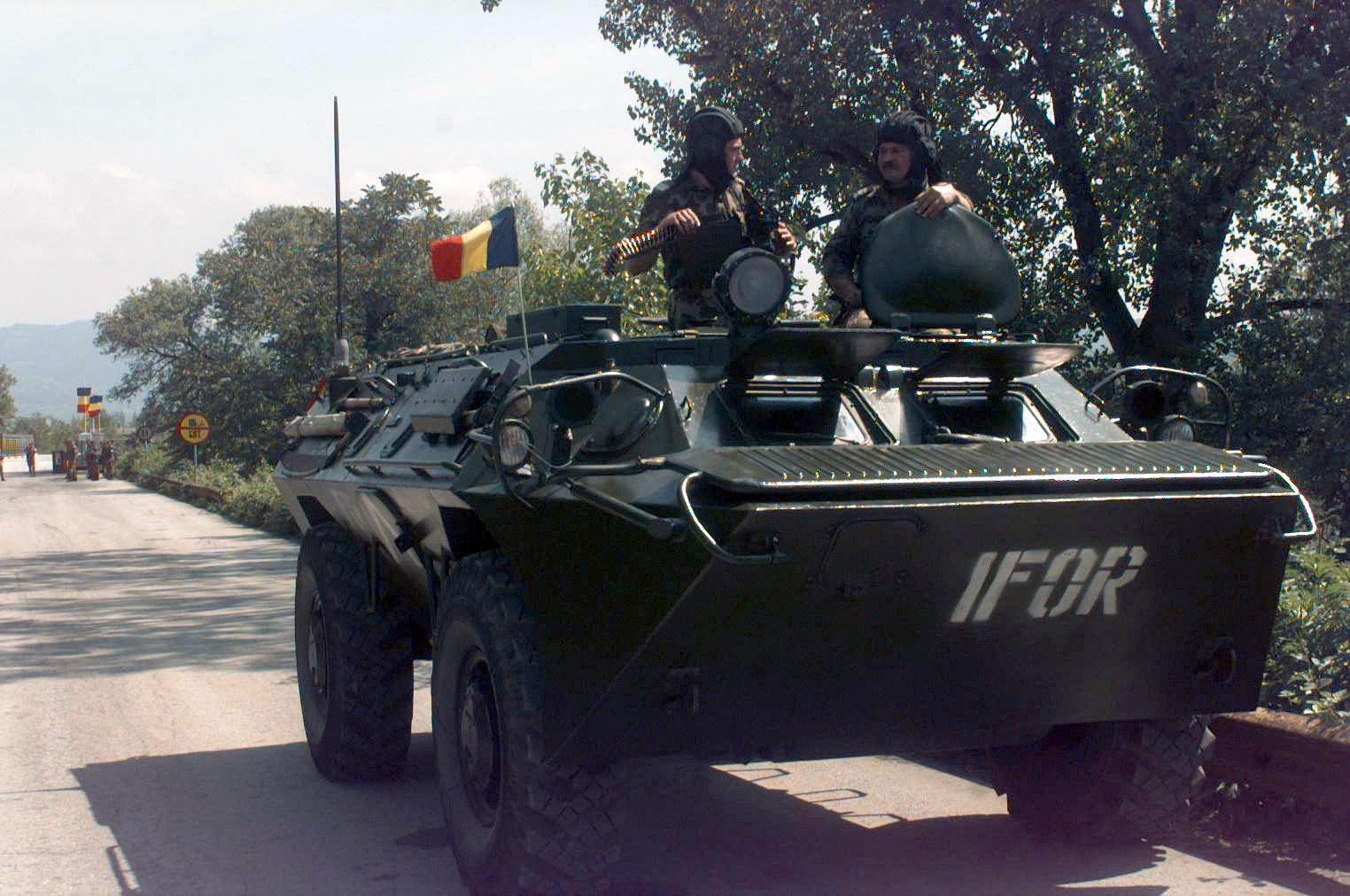
La OTAN condujo fuerzas de paz de la Fuerza de Implementación (IFOR) que patrullaban Bosnia y Herzegovina bajo la Operación Conjunta Endeavour.

El 1995 bombardeo de la OTAN de Bosnia y Herzegovina dirigido al ejército serbio-bosnio y junto con la presión internacional dirigida a la resolución de la guerra de Bosnia y la firma de los Acuerdos de Dayton en 1995. Desde entonces, la OTAN ha llevado a cabo la Fuerza de Aplicación y la Fuerza de Estabilización, y otros esfuerzos de mantenimiento de la paz en el país. Bosnia y Herzegovina se unieron a la Asociación para la Paz en 2006, y firmaron un acuerdo de cooperación para la seguridad en marzo de 2007.
Bosnia y Herzegovina aumentó la cooperación con la OTAN dentro de su Plan de Acción de Asociación Individual en enero del 2008. Luego, el país inició el proceso de intensificación de diálogo en la cumbre de Bucarest del 2008. El país fue invitado a unirse a la Carta del Adriático de aspirantes de la OTAN en septiembre del 2008. El 2 de octubre del 2009, Harris Silajdžić, el miembro bosnio de la Presidencia, anunció la aplicación oficial para el Plan de Acción para la Adhesión. El 22 de abril del 2010, la OTAN acordó poner en marcha el Plan de acción para la adhesión de Bosnia y Herzegovina, pero con ciertas condiciones. Turquía es considerado como el mayor defensor de la adhesión de Bosnia, y en gran medida influyó en la decisión.
Las condiciones del Plan de Acción de Membresía, sin embargo, estipulan que ningún programa nacional anual podría ponerse en marcha hasta que 63 instalaciones militares se transfieran desde las divisiones políticas de Bosnia al gobierno central, que es una de las condiciones para el cierre de la OAR. La dirección de la República Srpska se ha opuesto a esta transferencia como una pérdida de autonomía. Las posibilidades de Bosnia de unirse a la OTAN pueden depender de la actitud de Serbia hacia la alianza, ya que el liderazgo de la República Srpska podría ser reacia a ir en contra de los intereses serbios de Bosnia. En agosto del 2010 una encuesta mostró que el 70% del país apoya la membresía de la OTAN, pero los resultados fueron muy diferentes en las dos entidades constitutivas. Mientras que el 90% de la Federación de Bosnia y Herzegovina apoyó la membresía de la OTAN, solo el 33% en la República Srpska lo hizo.

### Georgia

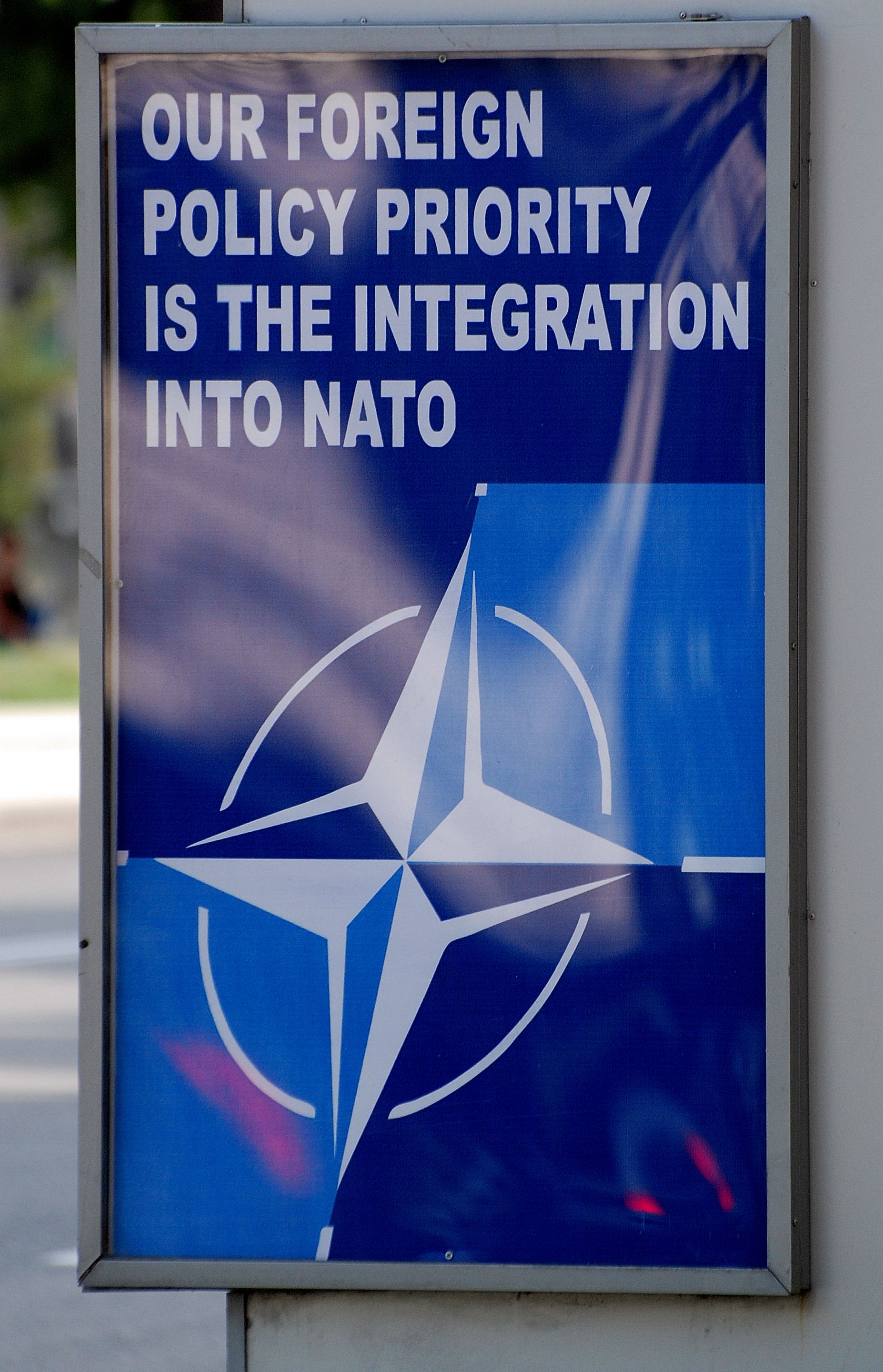
En agosto de 2009 se registra en el centro de Tiflis para promover la eventual integración con la OTAN.

Georgia actuó rápidamente tras la Revolución de las Rosas en 2003 para buscar lazos más estrechos con la OTAN. El vecino del norte de Georgia, Rusia, se opuso a las relaciones más estrechas, incluidas las expresadas en la cumbre de Bucarest del 2008, donde los miembros de la OTAN prometieron que Georgia finalmente se uniera a la organización. Las complicaciones en la relación entre la OTAN y Georgia incluye la presencia de las fuerzas rusas en un territorio georgiano reconocido internacionalmente como resultado de múltiples conflictos recientes, como la guerra de Osetia del Sur del 2008, sobre los territorios de Abjasia y Osetia del Sur, en donde vive un gran número de ciudadanos de la Federación rusa. El 21 de noviembre del 2011, el presidente ruso, Dmitri Medvédev, al designar soldados en Vladikavkaz, cerca de la frontera de Georgia declaró que la invasión del 2008 había impedido cualquier ampliación ulterior de la OTAN en la antigua esfera soviética.
Un referéndum no vinculante en 2008 resultó en que 72,5% de los votantes que apoyaron la adhesión de la OTAN. En mayo del 2013, el primer ministro georgiano Bidzina Ivanishvili declaró que su objetivo es conseguir un Plan de Acción de Membresía (MAP) para su país por parte de la OTAN en 2014. En junio del 2014, diplomáticos de la OTAN indicaron que mientras que un MAP era poco probable, un paquete de acuerdos para «fortalecimiento de la cooperación» era un compromiso posible. Anders Fogh Rasmussen, confirmó que esto podría incluir la construcción de las capacidades militares y de las fuerzas armadas de entrenamiento.
El 29 de septiembre de 2020, el Secretario General de la OTAN Jens Stoltenberg pidió a Georgia que aprovechara todas las oportunidades para acercarse a la Alianza y acelerar los preparativos para su membresía. Stoltenberg enfatizó que, a principios de ese año, los Aliados acordaron fortalecer aún más la asociación entre la OTAN y Georgia, y la OTAN acogió con agrado los avances realizados por Georgia en la realización de reformas, la modernización de sus fuerzas armadas y el fortalecimiento de la democracia. La presidenta de Georgia Salomé Zurabishvili, que había asumido el cargo en 2018, admitió que la membresía en la OTAN podría no ser posible mientras Rusia ocupe territorio georgiano, por lo que ha tratado de centrarse en la membresía en la Unión Europea, cuyo ingreso solicitó en mayo de 2022.

## Debates de membresía

### Irlanda

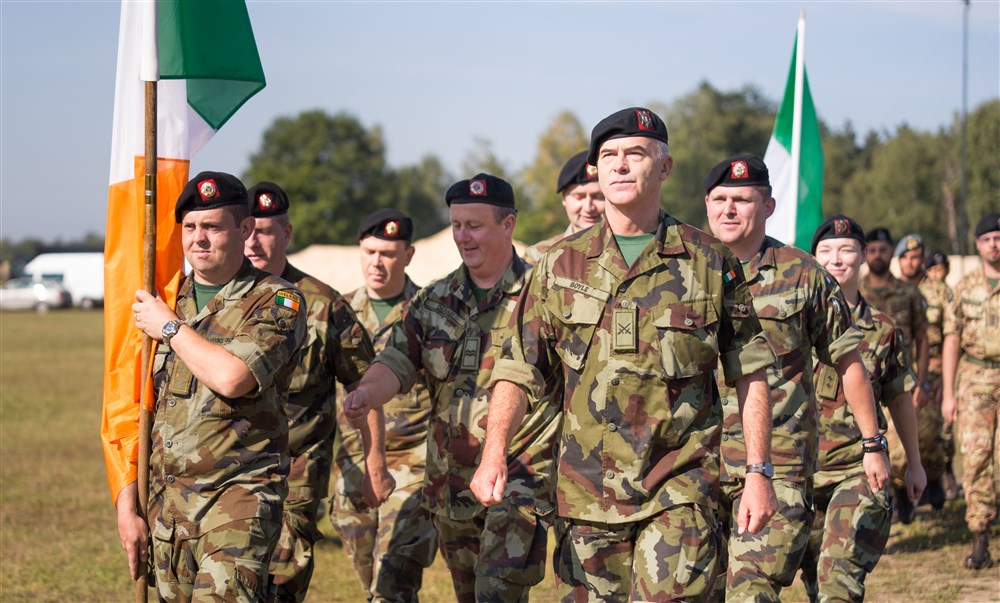
Irlanda actualmente no trata de unirse a la OTAN, pero funciona para mejorar la interoperabilidad de las fuerzas de defensa con la OTAN.

Irlanda ha sido miembro de la Asociación para la Paz (APP) de la OTAN y el Consejo de la Asociación Euro-atlántica (EAPC) desde 1999, pero no ha solicitado su adhesión a la OTAN como un estado miembro debido a su política tradicional de neutralidad militar. Irlanda participa en el Proceso de Planificación y Análisis de la Alianza (PARP), cuyo objetivo es aumentar la interoperabilidad de las fuerzas armadas de Irlanda, las fuerzas de defensa, con otros Estados miembros de la OTAN y de ponerlas en consonancia con las normas internacionales aceptadas con el fin de implementar exitosamente junto con otras fuerzas militares profesionales en las operaciones de mantenimiento de la paz en el extranjero. Irlanda suministra un pequeño número de soldados a la fuerza dirigida por la OTAN, Fuerza Internacional de Asistencia para la Seguridad (ISAF) en Afganistán (2001-2014) y apoya la Fuerza de Kosovo (KFOR) dirigida por la OTAN.
Actualmente no hay partido político importante en Irlanda que apoye plenamente la adhesión a la OTAN, siendo una reflexión sobre la opinión pública y los medios de comunicación en el país. Hay una serie de políticos que apoyan que Irlanda se una a la OTAN, sobre todo dentro del partido Fine Gael de centro-derecha, pero la mayoría de los políticos todavía no. Se entiende ampliamente que un referéndum tendría que llevarse a cabo antes de poder hacer cualquier cambio a la neutralidad o de unirse a la OTAN. El exsecretario general de la OTAN, Anders Fogh Rasmussen, dijo durante una visita al país en 2013 que la «puerta está abierta» para Irlanda de unirse a la OTAN en cualquier momento.

### Moldavia
La constitución moldava prohíbe al país unirse a una alianza militar, pero algunos políticos, como el ministro moldavo de Defensa Vitalie Marinuţa, han sugerido unirse a la OTAN como parte de una mayor integración europea. Moldavia se unió a la Asociación para la Paz en 1994, e inició un Plan de Acción de Asociación Individual en 2010. Moldavia también podría unirse con eficacia la OTAN mediante la unificación con Rumania. Después de la crisis de Crimea de 2014, funcionarios de la OTAN advirtieron que Rusia podría tratar de anexar Transnistria, una región separatista moldava. Este problema separatista podría oponerse a Moldavia para unirse a la OTAN.

### Serbia

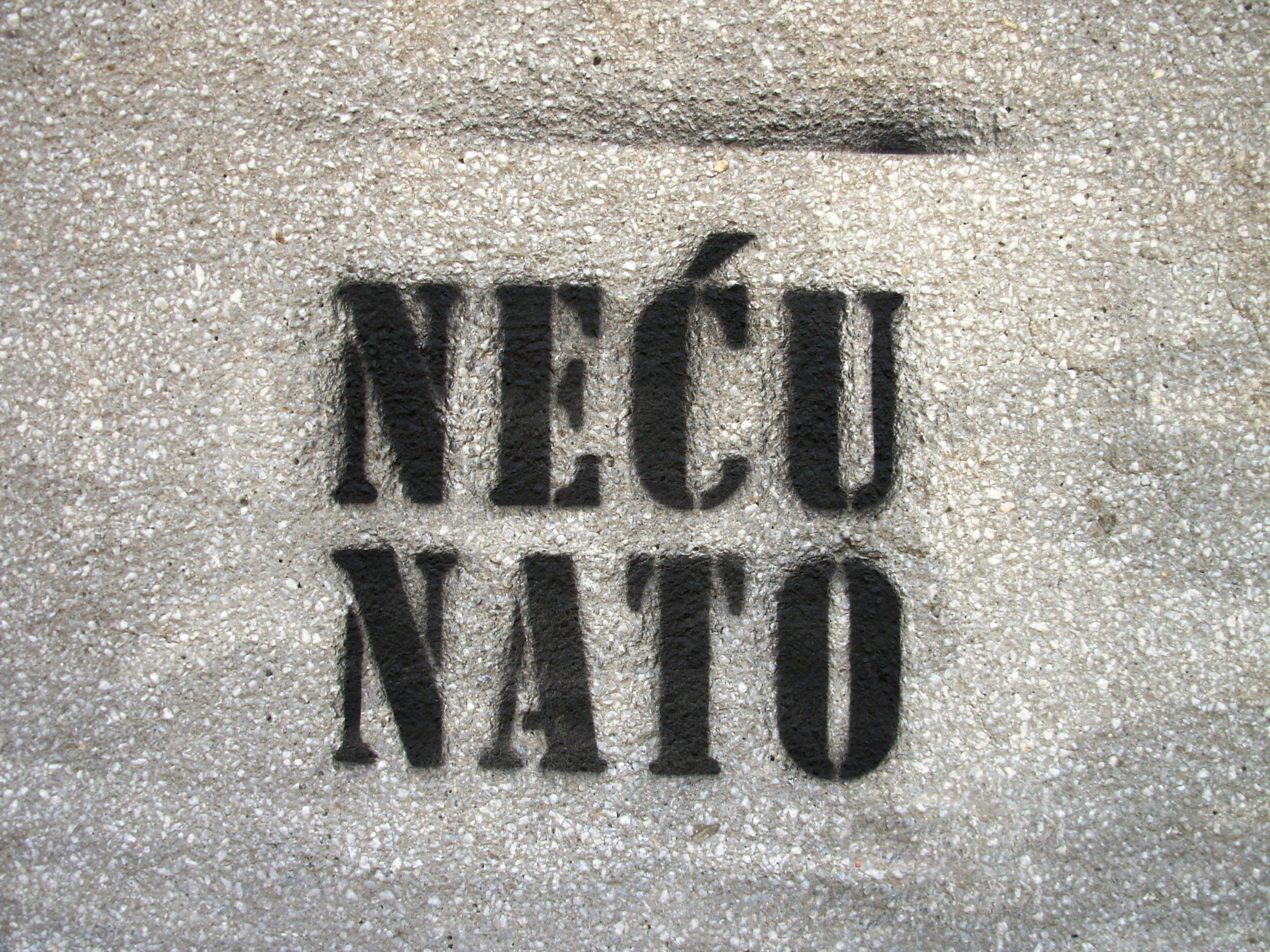
NEĆU NATO (Yo no quiero OTAN) grafitis anti-OTAN en Belgrado.

La intervención de la OTAN en Bosnia y Herzegovina en 1992 y el bombardeo de la OTAN de Yugoslavia en 1999 dieron lugar a las tensas relaciones entre Serbia y la OTAN. Las relaciones se tensaron aún más tras la declaración de independencia de Kosovo en 2008, mientras se tenía un protectorado de las Naciones Unidas con el soporte de seguridad de la OTAN. Sin embargo, Serbia fue invitada y se unió a la Asociación para la Paz durante la Cumbre de Riga del 2006 y en 2008, fue invitada a entrar en el programa de intensificación del diálogo cuando el país esté listo.
El Parlamento de Serbia aprobó una resolución en 2007 que declaró su neutralidad militar hasta el momento en que se realizó un referéndum sobre la cuestión. El 1 de octubre de 2008, el ministro de Defensa de Serbia, Dragan Sutanovac firmó el Acuerdo de Intercambio de Información con la OTAN, uno de los requisitos previos para membresía plena en la Asociación para la Paz. En abril del 2011 la solicitud de Serbia para un IPAP fue aprobado por la OTAN, y Serbia presentó un proyecto de IPAP en mayo del 2013. El acuerdo concluyó el 15 de enero del 2015.
Una encuesta CeSID en junio del 2015 llevada a cabo con el apoyo de USAID indicó que solo el 12% de los encuestados apoya la membresía en la OTAN, por debajo del 25% en 2012, y el 73% se opone. El Partido Liberal Democrático y el Movimiento Serbio de Renovación siguen siendo los partidos políticos más vocales a favor de la adhesión a la OTAN. A pesar de que Serbia aspira entrar en la Unión Europea, Serbia puede tratar de mantener la neutralidad militar, al no unirse ni a la OTAN ni a la OTSC.

### Ucrania

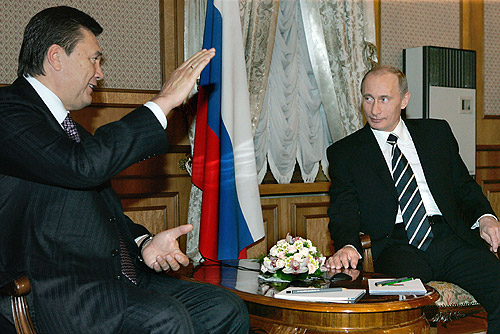
Como presidente, Víktor Yanukóvich fomentó relaciones más estrechas con Rusia.

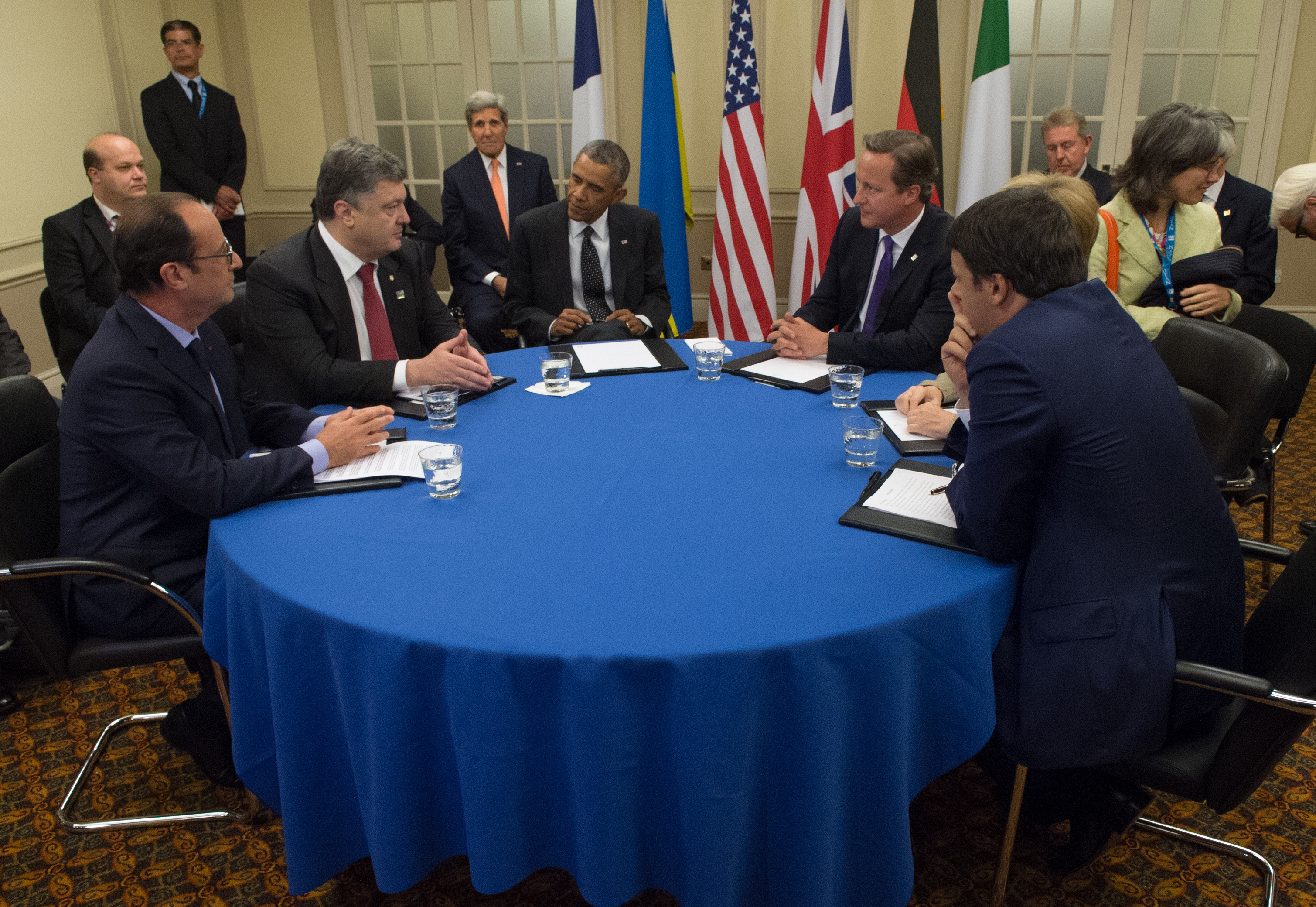
Petró Poroshenko fue elegido como Presidente de Ucrania en 2014, y se reunió con los líderes de la OTAN antes de la cumbre de Gales sobre las relaciones con la alianza.

Las presentes y futuras relaciones de Ucrania con la OTAN son parte de un debate más amplio entre los lazos políticos y culturales de Ucrania tanto de la Unión Europea como Rusia. La cooperación OTAN-Ucrania comenzó cuando dicho país se unió al Consejo de Cooperación del Atlántico Norte (1991) y al programa Asociación para la Paz (1994). Además, se establecieron vínculos con la alianza con un plan de acción de la OTAN-Ucrania el 22 de noviembre del 2002, y se convirtió en el primer país de la Comunidad de Estados Independientes (CEI) en unirse a la Asociación para la Paz de la OTAN en febrero del 2005. Luego, en abril del 2005,  Ucrania entró en el programa de intensificación del diálogo con la OTAN.
En marzo del 2008, con el presidente de Ucrania, Víktor Yúshchenko y la primera ministra Yulia Timoshenko, Ucrania envió una carta oficial de la aplicación de un Plan de Acción de Membresía (MAP), el primer paso para unirse a la OTAN. Estos líderes no obstante garantizaron su oposición que la pertenencia a una alianza militar no pasaría sin la aprobación del público en un referéndum. Esta idea había ganado el apoyo de una serie de líderes de la OTAN, en particular los de Europa central y oriental. Por su parte, el gobierno ruso expresó su oposición al ingreso de Ucrania y, en la cumbre de Bucarest de abril de 2008, su emisario presionó de forma contra un MAP de Ucrania. Después de cierto debate entre los miembros de la cumbre, el secretario general de la OTAN, Jaap de Hoop Scheffer, declaró en una rueda de prensa que Ucrania, junto con Georgia, algún día se unirían a la OTAN, aunque no se iniciaron los MAP's. En esta cumbre, el presidente ruso, Vladímir Putin enumeró sus quejas con la OTAN, y llamó a la adhesión de Ucrania «una amenaza directa» para su país.
Las elecciones del 2010 devolvieron a Víktor Yanukóvich la presidencia de Ucrania, y marcó un cambio en las relaciones de Ucrania con la OTAN. En febrero del 2010, afirmó que las relaciones de Ucrania con la OTAN estaban «bien definidas», y que no había «ninguna cuestión de Ucrania en la OTAN». Dijo que la cuestión de la adhesión de Ucrania a la OTAN podría «surgir en algún momento, pero no lo vamos a ver en el futuro inmediato». Durante su visita a Bruselas en marzo del 2010, declaró, además, que no habría ningún cambio en la situación de Ucrania como miembro del programa de extensión de la alianza. Más tarde reiteró durante un viaje a Moscú que Ucrania seguirá siendo un «estado europeo, no alineado». Luego, el 3 de junio del 2010, el Parlamento de Ucrania votó para excluir el objetivo de «integración en la seguridad euroatlántica y la membresía en la OTAN» de la estrategia de seguridad nacional del país en un proyecto de ley elaborado por el propio Yanukóvich. El proyecto de ley no permitía la adhesión de cualquier bloque militar de Ucrania, pero permitió la cooperación con alianzas como la OTAN.
Tras meses de Euromaidán, protestas que comenzaron a causa de su negativa de firmar un Acuerdo de Asociación con la Unión Europea, el presidente Yanukóvich huyó de Kiev en febrero del 2014, en última instancia, a Rusia, y la Rada Suprema (parlamento) votó para removerlo de su puesto. Esto trajo otro cambio posible en la dirección de la asociación de Ucrania con Europa y por extensión de la OTAN. En 2014, los disturbios prorrusos se produjeron en el este de Ucrania y en marzo se produjo la adhesión de Crimea a Rusia. Como parte de un esfuerzo para mitigar los grupos interesados, el primer ministro recién instalado Arseni Yatseniuk abordó el tema en un discurso en lengua rusa el 18 de marzo del 2014, haciendo hincapié en que Ucrania no busca la integración en la OTAN. El presidente estadounidense Barack Obama hizo eco de esta posición la siguiente semana, sin embargo, exige una mayor presencia de la OTAN en Europa del Este.
En respuesta a la creciente intervención rusa en Ucrania oriental, incluyendo el despliegue de las tropas rusas en territorio de Ucrania, Yatseniuk anunció su intención de reanudar la licitación para la integración de la OTAN el 29 de agosto del 2014, y en diciembre del 2014, el Parlamento de Ucrania votó a favor de dejar caer el estatus de no alineado que adoptó en 2010. El secretario general de la OTAN, Anders Fogh Rasmussen, declaró que la pertenencia a la OTAN sigue siendo una opción para Ucrania, y el apoyo para la integración en la OTAN había aumentado a 63,9 % en la Ucrania controlada por el gobierno, según una encuesta de julio de 2015.  Las encuestas anteriores habían demostrado que la disminución de la oposición a la adhesión estaba vinculada a la intervención rusa en curso.

### Otros países de Europa

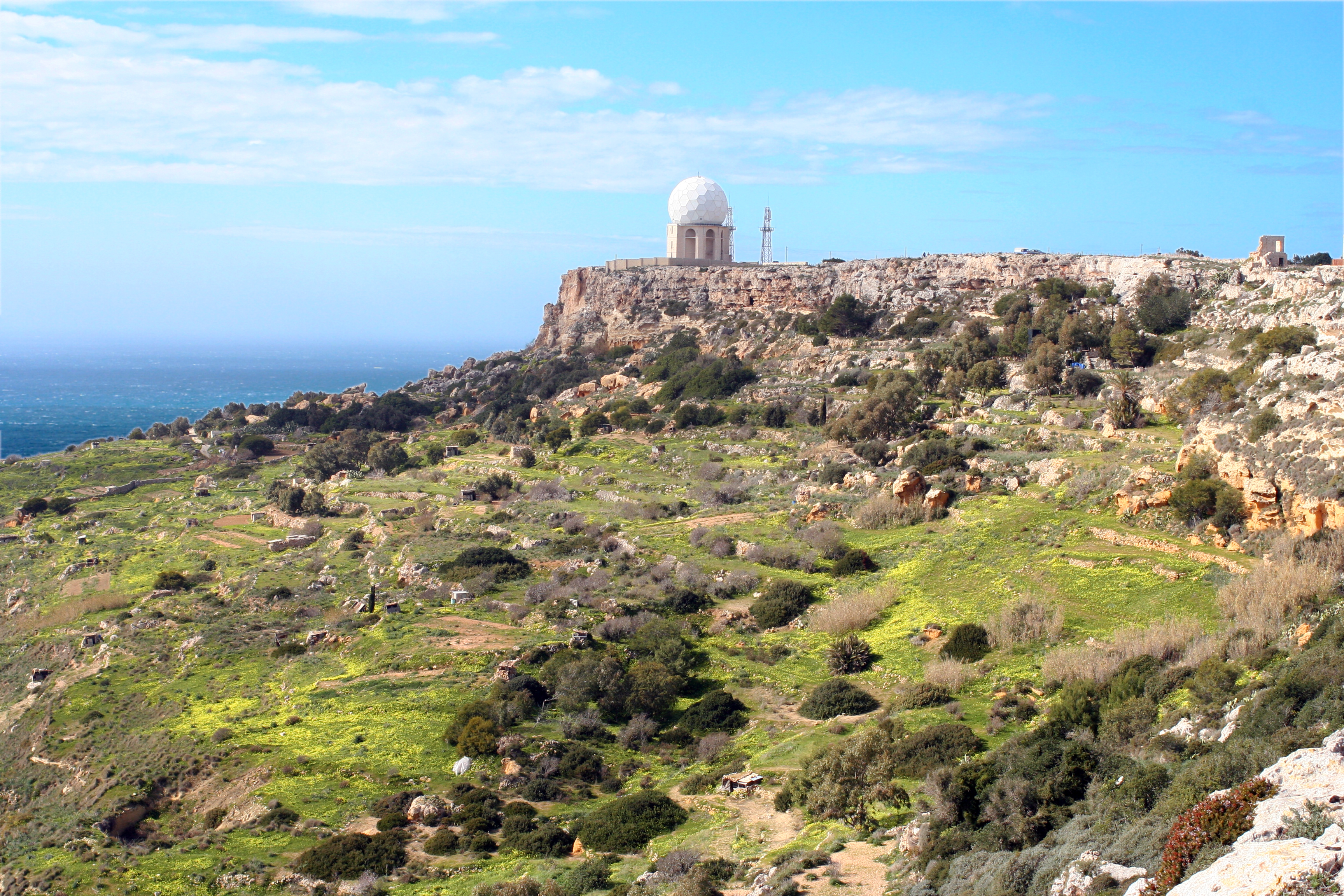
Malta, al igual que otros Estados europeos no miembros de la OTAN, tiene en general relaciones de cooperación con la organización, y permite el uso de sus instalaciones de radar.

Austria y Suiza son miembros de la Asociación para la Paz y Estados frontera miembros de la OTAN. Malta es también un miembro de la Asociación para la Paz y la Unión Europea. Sin embargo, cada país tiene una política de larga estadía de la neutralidad. Chipre es el único estado miembro de la Unión Europea que no es miembro de la Asociación para la Paz, con los tratados bloqueados por las preocupaciones de Turquía en relación con el conflicto de Chipre. De acuerdo con el entonces Ministro de Asuntos Exteriores, Enver Hoxhaj, la integración a la OTAN es una prioridad para la República de Kosovo, que declaró su independencia de Serbia en 2008. Hoxhaj declaró en 2014 que la meta del país era ser un miembro de la OTAN en 2022. Sin embargo, cuatro países de la OTAN, Grecia, Rumania, España y Eslovaquia, no reconocen la independencia de Kosovo. La membresía de Naciones Unidas, que Kosovo no tiene, se considera necesaria para la adhesión en la OTAN.
Rusia, Armenia, Bielorrusia y Kazajistán son miembros de la Organización del Tratado de Seguridad Colectiva (OTSC), una alianza militar alternativa a la OTAN (algunos inclusive la consideran su contraparte). En 2009, el enviado ruso Dmitry Rogozin no descartó unirse a la OTAN en algún momento, pero declaró que Rusia estaba actualmente más interesado en la conducción de una coalición como una gran potencia. Azerbaiyán se ha comprometido con una política de neutralidad, pero no ha descartado el eventualmente unirse a la OTAN o la OTSC.

### Fuera de Europa

#### México
Christopher Sands, del Instituto Hudson propuso la adhesión de México a la OTAN con el fin de mejorar la cooperación de la OTAN con México en el año 2012 y desarrollar un «pilar de América del Norte» para la seguridad regional. Sin embargo, Felipe Calderón Hinojosa dijo que México debía considerar está propuesta y jamás se llegó a un acuerdo. Ivo Daalder y James Goldgeier propusieron una «OTAN global», que incorpore a los estados democráticos de todos los continentes del planeta, mientras que el excandidato presidencial republicano, Rudy Giuliani, propuso la ampliación de la OTAN para incluir a Singapur, Israel, Australia, India y Japón. La expansión de la OTAN fuera de Europa requeriría la modificación del Artículo 10 del Tratado del Atlántico Norte.

#### Colombia
Colombia dio un paso importante de acercamiento a la OTAN al firmar, en junio del 2013, un acuerdo de cooperación suscrito entre el país latinoamericano y la organización transatlántica, donde el entonces presidente del país, Juan Manuel Santos, manifestó su esperanza en que este acuerdo podría resultar, a futuro, en una posible adhesión a la organización pese a no ser un país europeo; sin embargo, las declaraciones de su entonces Ministro de Defensa Juan Carlos Pinzón, dejaron en claro que el país «No busca, ni quiere» activamente adherirse a la OTAN. El 31 de mayo de 2018, Colombia conecta con la OTAN como «socio global» o global partner, convirtiéndose en el primer país de Latinoamérica con este estado. Un socio global de la OTAN no significa ser miembro activo de la organización, pero posee privilegios dentro de la misma en materia de cooperación y apoyo militar como si fuese un estado miembro. En esta categoría de «socio global», además de Colombia, están Australia, Japón, Corea del Sur, Mongolia, Nueva Zelanda y Pakistán. En 2022, en el marco de la invasión rusa de Ucrania, Colombia fue designada por el entonces presidente de Estados Unidos, Joe Biden, como aliado importante extra-OTAN, significando un aumento de recursos militares estadounideses en la nación andina.